# Corozal Airport
Corozal Airport är en flygplats i Belize.   Den ligger i distriktet Corozal, i den norra delen av landet, 130 km norr om huvudstaden Belmopan. Corozal Airport ligger 13 meter över havet.
Terrängen runt Corozal Airport är mycket platt. Havet är nära Corozal Airport österut. Närmaste större samhälle är Corozal, 2,8 km nordost om Corozal Airport.